# The Horns of Nimon
The Horns of Nimon (Les cornes de Nimon) est le cent-huitième épisode de la première série de la série télévisée britannique de science-fiction Doctor Who. Il fut originellement diffusé sur la BBC en quatre parties du 22 décembre 1979 au 12 janvier 1980.

## Accroche
Le Docteur et Romana découvre un vaisseau spatial transportant 7 jeunes gens de la planète Aneth jusqu'à Skonnos. Alors qu'ils les aident à réparer leurs vaisseaux, ils apprennent que les Anethiens vont être sacrifié à un être en forme de taureau, Nimon, qui a promis la prospérité au peuple des Skonniens.

## Distribution
- Tom Baker — Le Docteur
- Lalla Ward — Romana
- David Brierley - Voix de K-9
- Graham Crowden — Soldeed
- Michael Osborne — Sorak
- Malcolm Terris — Copilote
- Bob Hornery — Pilote
- Simon Gipps-Kent — Seth
- Janet Ellis — Teka
- John Bailey — Sezom
- Robin Sherringham, Bob Appleby, Trevor St John Hacker — Les Nimons
- Clifford Norgate — Voix du Nimon

## Résumé
L'intrigue débute dans un vaisseau spatial de l'empire Skonnien qui semble tomber en panne. Celui-ci transporte 7 jeunes hommes et femmes venus de la planète Aneth et destinés à être sacrifiés à une créature nommée le Nimon. Alors qu'une avarie semble tuer le pilote, le Docteur et Romana se retrouvent à l'intérieur du vaisseau à la suite d'une collision avec le TARDIS. Peu de temps après avoir sympathisé avec deux jeunes Anethiens, Seth et Teka, ils sont réquisitionnés par le copilote du vaisseau pour le réparer. Le Docteur repart dans le TARDIS et discute avec K-9 qui lui apprend la situation de guerre civile de l'empire Skonnien. Le vaisseau Skonnien réparé, celui-ci éjecte le TARDIS dans l'orbite de la planète Skonnos.
Sur Skonnos, le tyran, Soldeed traite avec Nimon qui lui affirme être en colère après avoir appris que le sacrifice aurait du retard. Pendant que le Docteur tente de réparer le TARDIS depuis un astéroïde, Romana, sur Skonnos se fait accuser par le copilote du meurtre du pilote. Celui-ci est démasqué par Soldeed comme étant un menteur emmené dans l'antre du Nimon pour y être tué, et Romana est envoyée en sacrifice avec les Anethiens à l'intérieur du labyrinthe. Elle y découvre que les murs se poussent afin que tous se retrouvent dans l'antre du Nimon. Atterrissant sur Skonnos, le Docteur est mené à Soldeed et parvient à s'enfuir. Il se retrouve dans l'antre et réussit à sauver Romana, Seth et Teka.
Dans les couloirs, le Docteur découvre une étrange machine et afin de pouvoir la décoder, il appelle K-9 ce qui attire Soldeed dans les couloirs. En absorbant l'énergie des Anethiens restés là, le Nimon réussi à faire apparaître un tunnel et une sphère géante apparaît. À l'intérieur se trouve d'autres Nimons qui ont voyagé à travers un trou noir. Leur planète, Crinoth est en train de mourir et ils comptent utiliser Skonnos comme planète à coloniser. Lors d'un concours de circonstance, Romana est renvoyée sur la planète Crinoth tandis que Soldeed détruit le panneau de contrôle permettant aux vaisseaux d'arriver.
Sur Crinoth, Romana découvre un monde mourant et rencontre un vieil homme du nom de Sezom. Il lui donne de la jacenite, une pierre, qui, allié à une arme de Skonnos, peut neutraliser les Nimons. Il est tué en tentant de l'aider à s'échapper dans une capsule peu de temps avant que celle-ci ne soit ramenée sur Skonnos par les Nimons. Romana donne la pierre à Seth, ce qui lui permet d'aider les Anethiens à s'enfuir. La foi de Soldeed s'écroule lorsqu'il voit plusieurs Nimons. Le Docteur, Romana et les Anethiens réussissent à sortir du labyrinthe grâce à l'aide de K-9, peu de temps avant que le complexe des Nimons ne soit explosé, empêchant leur plan de conquête.
Le Docteur, Romana et K-9 repartent dans le TARDIS tandis que Seth et Teka ramènent leurs compatriotes avec un vaisseau Skonnien. Le Docteur dit qu'il aurait pu les prévenir de le repeindre en blanc avant de repartir.

### Continuité
- Romana possède elle aussi un tournevis sonique qu'elle a créé elle-même.
- Dans l'épisode du onzième Docteur, « Le Complexe divin » le Docteur pense que la créature qui hante l'hôtel vient d'une race proche des Nimons.